# Les Têtes de l'emploi
Les Têtes de l'emploi is een Franse komische film uit 2016, geregisseerd door Alexandre Charlot en Franck Magnier.

## Verhaal
Stéphane, Cathy en Thierry zijn de beste werknemers van het "Agentschap voor werkgelegenheid" van hun stad. Maar nu dreigen ze hun baan te verliezen omdat ze hun werk zo goed gedaan hebben dat er geen werklozen meer zijn. De drie collega’s slaan de handen in elkaar om opnieuw werkloosheid te creëren en zo hun banen te redden.

## Rolverdeling
| Acteur                   | Personage       |
| ------------------------ | --------------- |
| Franck Dubosc            | Stéphane Martel |
| Elsa Zylberstein         | Cathy Begin     |
| François-Xavier Demaison | Thierry         |
| Nicolas Vaude            | Lamine          |
| Elsa Lepoivre            | Isabelle Martel |
| Christophe Vandevelde    | Sylvain Paillet |